# Suraksan
Suraksan es un monte en Corea del Sur. Se extiende entre el distrito de Nowon-gu en Seúl, y las ciudades de Namyangju y Uijeongbu, en la provincia de Gyeonggi-do. Tiene una elevación de 637,7 m. 
- Datos: Q626151